# Grote Prijs van Cotonou 2025
In 2025 vond de wielerwedstrijd Grote Prijs van Cotonou plaats op 4 mei, daags na afloop van de Ronde van Benin. De 77 deelnemers moesten acht plaatselijke rondjes in de straten Cotonou afleggen, voor een totaal van 107,6 kilometer. De wedstrijd maakte deel uit van de UCI Africa Tour, met de categorie 1.2. De Zuid-Afrikaan Reinardt Janse van Rensburg won, voor de Australiër Zac Marriage en Jonathan Thiré uit Frankrijk.

## Uitslag
| Plaats  | Naam                        | Ploeg                  | Tijd     |
| ------- | --------------------------- | ---------------------- | -------- |
| Winnaar | Reinardt Janse van Rensburg | Tshenolo               | 2u29'58" |
| 2       | Zac Marriage                | 7Eleven Cliqq Roadbike | z.t.     |
| 3       | Jonathan Thiré              | Born'Heures            | z.t.     |
| 4       | Thokozani Mahlangu          | Tshenolo               | z.t.     |
| 5       | Steve Auriol Ngueguim       | SNH                    | z.t.     |
| 6       | Tiemoko Diamouténé          | Mali                   | + 1'33"  |
| 7       | Tristan Saunders            | 7Eleven Cliqq Roadbike | z.t.     |
| 8       | Clovis Kamzong              | SNH                    | z.t.     |
| 9       | Sjors Handgraaf             | Universe               | z.t.     |
| 10      | Soumaila Ilboudo            | Burkina Faso           | z.t.     |
| 11      | Kenny Nijssen               | Universe               | + 1'36"  |
| 12      | Rodrigue Nounawe            | SNH                    | + 1'48"  |
| 13      | Christiaan Klopper          | Tshenolo               | + 2'42"  |
| 14      | Siriki Dialla               | Mali                   | z.t.     |
| 15      | Fabrice Chofor              | SNH                    | + 2'47"  |
| 16      | Saturnin Yameogo            | Burkina Faso           | + 2'50"  |
| 17      | Cyril Jourdain              | Born'Heures            | z.t.     |
| 18      | Edouard Bonnefoix           | 7Eleven Cliqq Roadbike | z.t.     |
| 19      | Gabriel Emmanuel            | Nigeria                | z.t.     |
| 20      | Ricardo Sodjede             | Benin                  | z.t.     |